# دوري نيفيس لكرة القدم
دوري نيفيس لكرة القدم، (المعروف حتى عام 2016 باسم دوري الدرجة الأولى نيفيس ) هو الطبقة العليا لكرة القدم في اتحاد نيفيس . تم إنشاء الدوري في عام 2004 ونظمه اتحاد سانت كيتس ونيفيس لكرة القدم .

## الفائزين السابقين
- 2004 : باث يونايتد  [لغات أخرى]‏
- 2004/05 : فيتنس بايونيرس
- 2005/06 : هاريس يونايتد
- 2006/07 : ستوني غروف سترايكرز
- 2007/08 : هورسفورد هايلايتس
- 2008/09 : هورسفورد هايلايتس
- 2009/10 : ستوني غروف سترايكرز
- 2010/11 : ألغي
- 2011/12 : لم يقام
- 2012/13 : لم يقام
- 2013/14 : هورسفورد هايلايتس
- 2014/15 : لم يقام
- 2015/16 : لم يقام
- 2016/17 : هورسفورد هايلايتس
- 2017/18 : ألغي

## الأداء من قبل النادي
| النادي                                       | مدينة | البطولات | آخر بطولة |
| -------------------------------------------- | ----- | -------- | --------- |
| هورسفورد هايلايتس (بما في ذلك هاريس يونايتد) |       | 5        | 2016/17   |
| ستوني غروف سترايكرز                          |       | 2        | 2009/10   |
| فيتنس بايونيرس                               |       | 1        | 2004/05   |
| باث يونايتد                                  |       | 1        | 2004      |